# Scatology (álbum)
Scatology es el primer LP del grupo británico de música Industrial Coil.
La primera edición en LP, fue lanzado en 1984 por Force & Form. Esta edición limitada a 3000 copias, contenía una tarjeta postal pegada sobre el logotipo del sol negro en la portada, la cual es conocida como "The Anal Staircase" (puesto que es una imagen mostrando unas escaleras descendiendo hasta un ano). 
Fue relanzado en 1988 por la misma compañía discográfica en formato CD, con portada diferente y bonus tracks. La última reedición del 2001 estuvo a cargo de Threshold House, la discográfica fundada por los mismos integrantes de Coil para lanzar sus álbumes.

## Lista de canciones
Lanzamiento en LP
Lado A:
1. "Ubu Noir"
2. "Panic"
3. "At the Heart of it All"
4. "Tenderness of Wolves"
5. "The Spoiler"
6. "Clap"

Lado B:
1. "Solar Lodge"
2. "The Sewage Worker's Birthday Party"
3. "Godhead⇔Deathead"

Lanzamiento en CD (1988)
1. "Ubu Noir" - 2:09
2. "Panic" - 4:21
3. "At The Heart Of It All" - 5:13
4. "Tenderness Of Wolves" - 4:25
5. "The Spoiler" - 4:10
6. "Clap" - 1:17
7. "Restless Day" - 4:45
8. "Aqua Regis" - 2:51
9. "Solar Lodge" - 5:35
10. "The S.W.B.P." - 4:24
11. "Godhead⇔Deathead" - 5:16
12. "Cathedral in Flames" - 4:39
13. "Tainted Love" - 5:53